# Dispersione degli apostoli
I vangeli di Marco e Matteo riportano che, dopo l'ascensione di Gesù, gli apostoli "uscirono e predicarono ovunque". Questo è descritto in Marco 16,19-20 e Matteo 28,19-20. Secondo una tradizione riportata da Eusebio di Cesarea, essi si dispersero in tutte le parti del mondo. Nel medioevo veniva celebrata una festa liturgica dedicata alla dispersione degli apostoli per commemorare il loro lavoro missionario e la fondazione delle varie sedi apostoliche. Questa festività si celebrava il 15 luglio.
Gli Atti degli Apostoli, il seguito canonico del vangelo di Luca, riportano la dispersione dopo l'ascesa di Gesù, dapprima col ministero in Gerusalemme e poi nel mondo intero.
Si ritrova anche la denominazione "Congedo degli Apostoli" o "Addio degli Apostoli" (più raro "Divisione degli Apostoli"). Con diverse diciture si ritrova la scena in diverse raffigurazioni pittoriche e scultoree.

## La dispersione degli apostoli
Nel terzo libro della Storia della Chiesa di Eusebio di Cesarea si legge:
Arthur Cushman McGiffert commentava così:
Cesare Baronio considerò l'origine della dispersione degli apostoli come successiva al martirio di Giacomo il Maggiore ed alla partenza di Pietro "per un altro luogo", visione rifiutata da studiosi come Friedrich Spanheim.

## Festa liturgica
Le prime notizie di una festa liturgica dedicata alla dispersione degli apostoli appare in un elenco di festività redatto da tale Godescalco (m. 1098) mentre questi era monaco a Limburg; egli introdusse questa festa anche ad Aquisgrana, quando divenne prevosto della chiesa locale. Godescalco era un ecclesiastico favorevole a Enrico IV per questo motivo è probabile che egli abbia voluto introdurre tale festività in aperto contrasto con papa Gregorio VII col quale Enrico era coinvolto nella lotta per le investiture.
La festa venne poi menzionata da Guglielmo Durante, vescovo di Mende (Rationale Div. Off. 7.15) nella seconda metà del XIII secolo. Sotto il titolo di "Dimissio", "Dispersio" o "Divisio Apostolorum", la festa venne celebrata durante il medioevo in Francia, Spagna, Italia, Paesi Bassi e Germania settentrionale. Essa viene menzionata anche nell'"Ordine di Servizio dell'Abbazia di San Gallo" nel 1583 come festività "duplex minus". L'obbiettivo della festa (come riportato da Godescalco) era di commemorare la partenza (dispersione) degli apostoli da Gerusalemme verso le varie parti del mondo, a seguito della Grande Missione (Mc 16,14-20; Matteo 28,20). Secondo Durante, alcuni indicavano tale festività come "Divisio Apostolorum" e la intendevano a livello apocrifo come la divisione delle reliquie (corpi) di San Pietro e San Paolo ad opera di San Silvestro I papa.
Nel 1909, secondo un articolo pubblicato da Frederick Holweck nel volume 5 della Catholic Encyclopedia, la festa era ancora celebrata come una solennità da alcune società missionarie in Germania, Inghilterra e Francia oltre che nelle province ecclesiastiche di Saint Louis, Chicago, Milwaukee, Dubuque e Santa Fe, negli Stati Uniti.
La festa non venne inclusa nel Messale Romano del 1570 del papa Pio V né nelle edizioni posteriiori del calendario grenerale romano.